# Václav Hanka

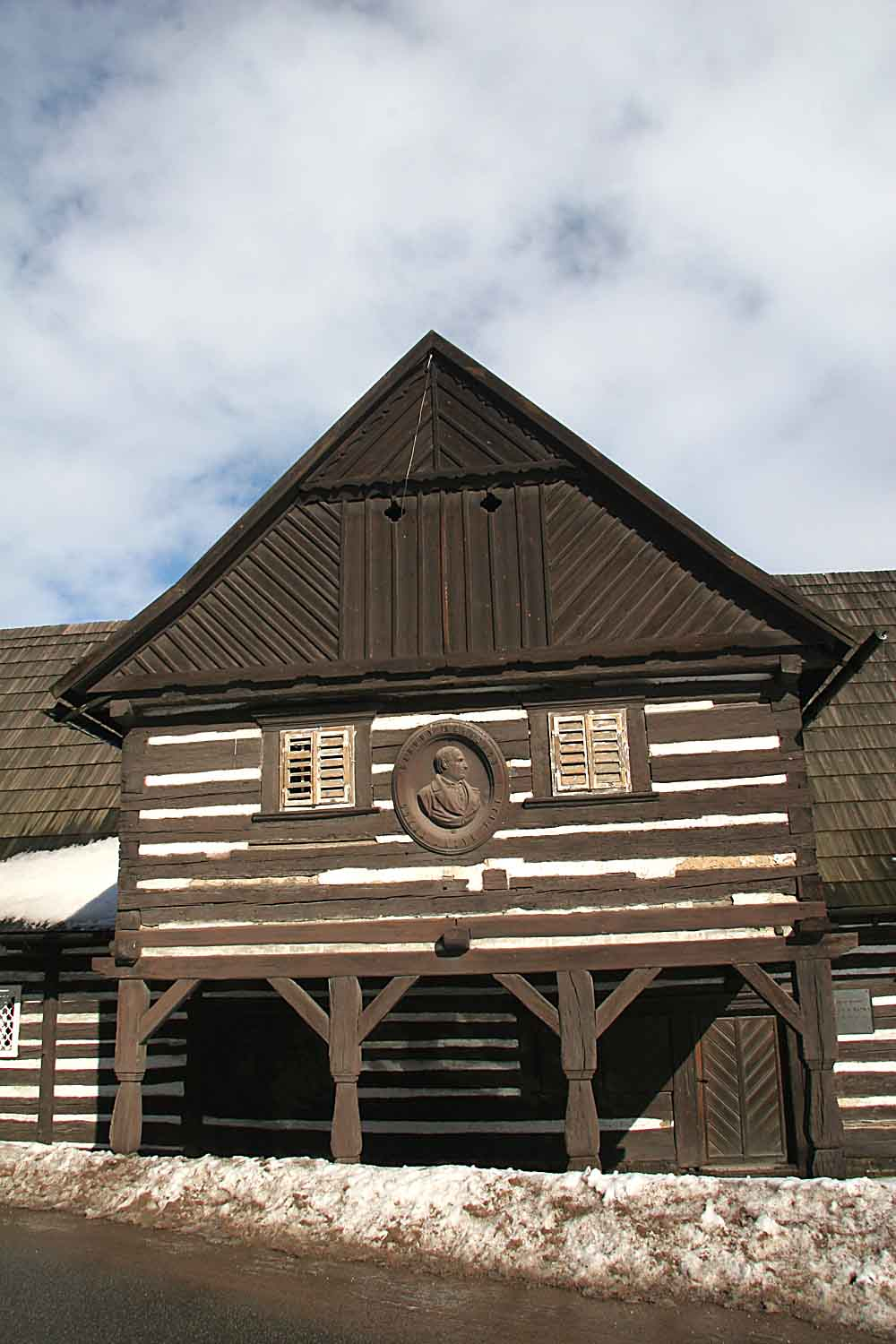
Dom rodzinny Václava Hanki

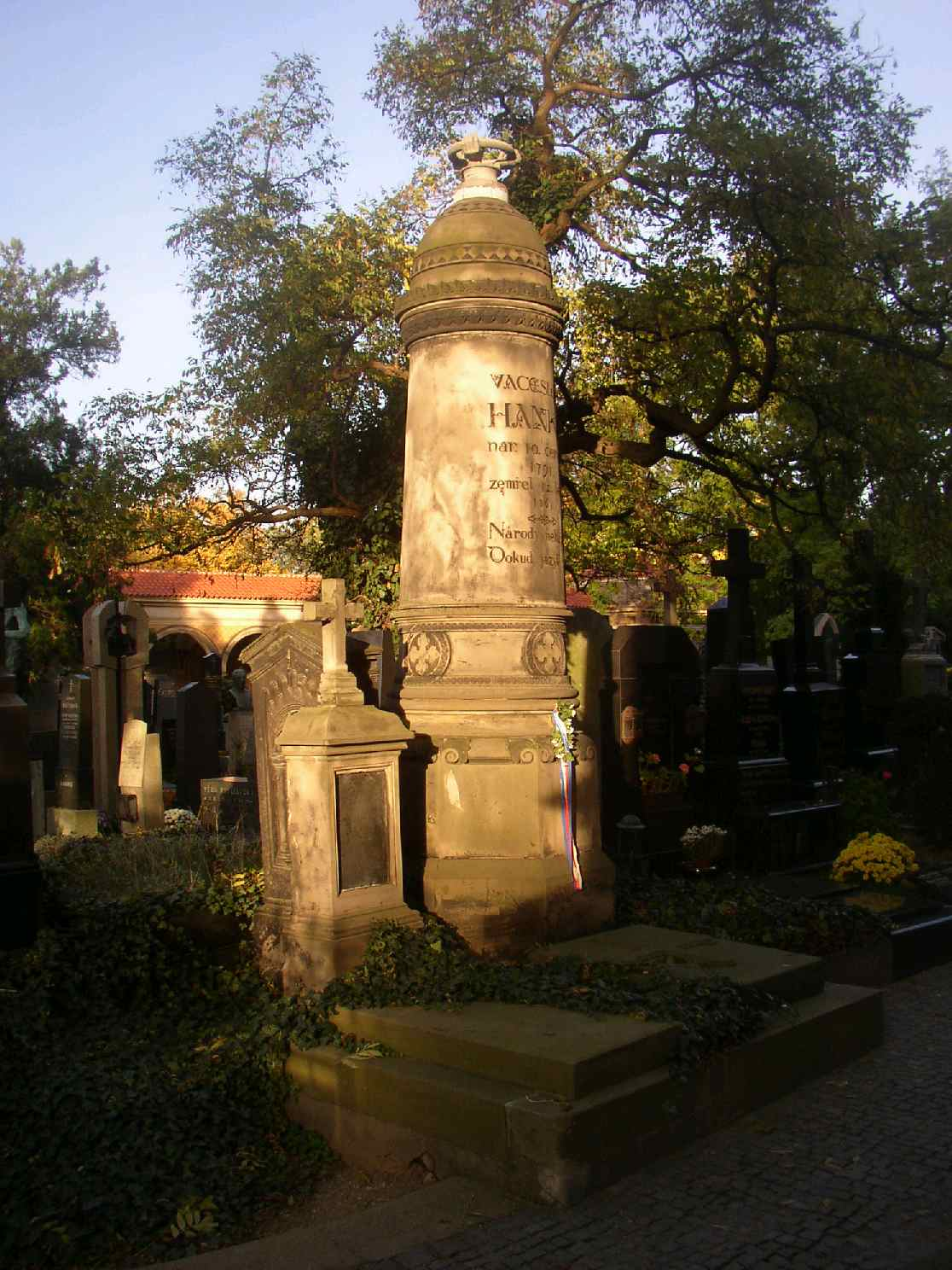
Grób Hanki na Cmentarzu Wyszehradzkim

Václav Hanka (bądź według rosyjskiego wzoru Váceslav Váceslavič) (ur. 10 czerwca 1791 we wsi Hořiněves, zm. 12 stycznia 1861 w Pradze) – czeski pisarz, językoznawca i pedagog akademicki.

## Życiorys
Po ukończeniu gimnazjum w Hradcu Králové (1809) rozpoczął studia teologiczne w Pradze. W latach 1813–1814 studiował prawo w Wiedniu.
16 września 1817 roku ogłosił odkrycie XIII/XIV-wiecznego rękopisu. Miejscem znaleziska miała być wieża kościelna w mieście Dvůr Králové nad Labem. Rękopis został opublikowany w 1818 pod tytułem Rękopis królowodworski. Podejrzewano, że to sam Hanka był jego autorem, wspólnie z Josefem Lindą. Na temat rękopisu wydał kilka prac. Ci sami autorzy byli twórcami innej mistyfikacji – Rękopisu zielonogórskiego. Pochodzący rzekomo z IX wieku rękopis miał zostać odnaleziony pod koniec 1818 roku na zamku Zelená Hora koło Nepomuka. 
Od 1819 roku pracował w Czeskim Muzeum, a w 1822 roku został jego bibliotekarzem.
W wyniku językoznawczego sporu z Františkiem Palackým Hanka przeprowadził reformę ortografii języka czeskiego (wprowadził v zamiast w, au zamiast ou). Zasady ortograficzne wywodził z założeń opracowanych przez Josefa Dobrovského, u którego studiował filologię. 
W 1848 roku został wykładowcą slawistyki na Uniwersytecie Karola w Pradze. W tym samym roku został wybrany do dwunastoosobowego Komitetu Przygotowawczego Zjazdu Słowiańskiego.
Zmarł 12 stycznia 1861 roku w Pradze. Został pochowany na praskim Cmentarzu na Wyszehradzie.

## Twórczość

### Poezja
- Dvanáctero písní,
- Hankovy písně (1815) – poszerzone wydanie Dvanáctero písní.

### Literatura naukowa
- Stará pověst o Strojmírovi a Griseldě,
- Sbírka nejdávnějších latinsko–českých slovníků,
- Přehled pramenů právních v Čechách,
- Mluvnice čili soustava českého jazyka podle Josefa Dobrovského,
- Slovanská mluvověda,
- Petrohradská legenda o svatém Václavu,
- České mince korunovační.

### Manuskrypty
- Rękopis królowodworski (1817) – wspólnie z Josefem Lindą,
- Rękopis zielonogórski (1818 publikacja 1822) – wspólnie z Josefem Lindą.

### Przekłady
- Krátká historie slovanských národů,
- Prostonárodní srbská Musa do Čech převedenou – nieprecyzyjny przekład serbskich piosenek,
- Dějiny české v kamenopisně vyvedených obrazech (1824),
- Krakováčky, aneb písně národní polské.